# Halmierdő
Halmierdő Budapest XVIII. kerületének egyik városrésze. A kerület legnagyobb kiterjedésű zöldfelülete. Népszerű a helyiek körében.

## Fekvése
Határai: Közdülő út a Nagykőrösi úttól – Gilice tér – Péterhalmi utca – Körös utca – Flór Ferenc utca – Királyhágó út – Nemes utca – Határ utca – Szálfa utca – Oszkó utca – Kettős-Körös utca – Nagykőrösi út a Közdűlő útig.
A megszünt Nagy-Burma vasútvonal és a forgalmas Péterhalmi út - Kettős-Körös utca - Lőrinci út szeli át.

## Története
A városrész a Pestszentimre és Pestszentlőrinc között elterülő erdőről kapta a nevét.